# Empalme al Dique Florentino Ameghino
Empalme al Dique Ameghino era el punto estratégico que posibilitaba que el tráfico hacia o desde  Altos de las Plumas se pudiera desviar hacia el ramal al Dique Florentino Ameghino. El empalme ferroviario tenía la función de unir la estación ferroviaria Las Chapas del Ferrocarril Central del Chubut con la naciente localidad Villa Dique Florentino Ameghino en la  Provincia del Chubut.

## Toponimia
El nombre de este elemento se tomó del punto de unión que aquí se daba en la vía principal del ferrocarril Puerto Madryn a Altos de Las Plumas, que se podía desviar hacia el ramal a la zona de obra del Dique Florentino Ameghino.

## Características
Se hallaba a muy poca distancia de estación Las Chapas por lo que se facilitaba su operación en el personal de esa estación. Su elevación era en torno a los 230 metros sobre el nivel del mar. Era un punto estratégico al derivar los rieles hacia el ramal que concluía en el Dique Florentino Ameghino o encauzar las formaciones hacia la dirección de Las Plumas o Puerto Madryn. Este puto no fue nombrado por ningún itinerario, incluso por el más completo del año de 1945; a pesar de estar concluido para ese año. Esto quizás se produjo por el carácter provisorio del ramal en sí. 
Las obras del ramal finalizaron en 1945 y la zona de la estación fue conocida como  estación  Kilómetro 10. Su principal función era de embarcadero y habría entrado en operación con la apertura de la obra del dique el 15 de marzo de 1950.
Su existencia y la del ramal alcanzó a ser registrada solo en algunos informes de los últimos años de actividad del ferrocarril. Uno de estos relata un contingente de 500 obreros con sus familias en la naciente villa, que se habría transportado en su mayoría por con el ferrocarril. Durante su funcionamiento, se transportó más de 1500 toneladas de cemento provenientes de Comodoro Rivadavia. También, había yacimientos de caolín en los puntos cercanos.
Sin embargo, un informe de 1958 describe al ramal al dique como: "Desvío particular para Dirección Nacional Agua y Energía Eléctrica (ENDE)". El mismo estaba habilitado únicamente para el recibo y despacho de cargas por vagón completo y también recibió pasajeros. Al figurar como un simple desvío desde Las Chapas el ramal y el empalme no fueron tomados en consideración.

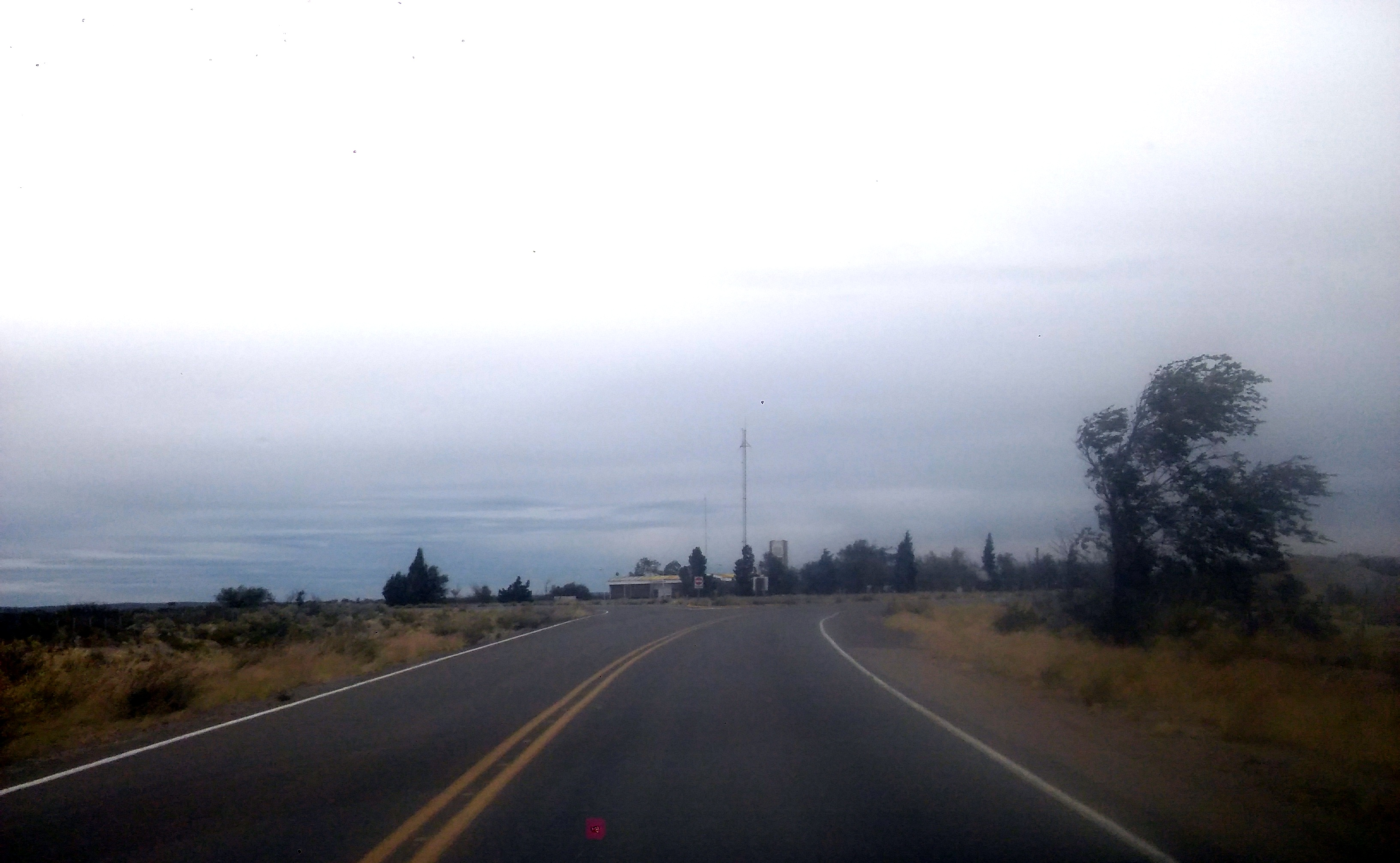
El lugar donde estuvo el empalme aun hoy es una bifurcación hacia la zona del dique y esta ocupado por un particular que instaló una estación de servicio.